# Synagoge (Brodnica)

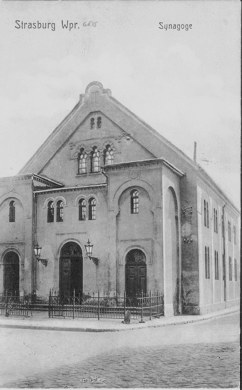
Synagoge in Brodnica

Die Synagoge in Brodnica (deutsch Strasburg in Westpreußen oder Strasburg an der Drewenz), einer Stadt in der Woiwodschaft Kujawien-Pommern in Polen, wurde 1839 in preußischer Zeit errichtet, als sich erstmals Juden im Ort niederlassen durften. Die Synagoge im Stil des Historismus befand sich an der Straße Pocztowa. Beim Überfall auf Polen wurde sie im September 1939 von den deutschen Okkupanten niedergebrannt und wenig später abgetragen.